# Hayâlî

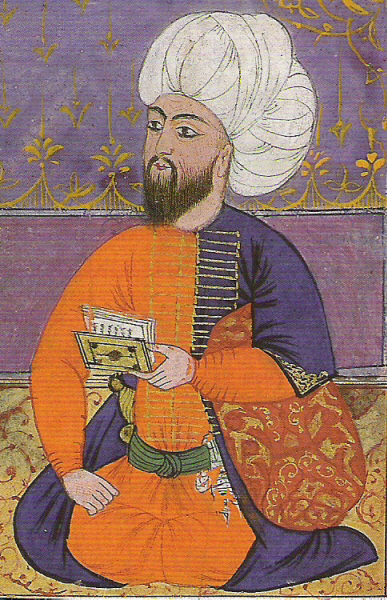
Hayâlî; in Osmanlı Şiiri Antolojisi von Ahmet Atillâ Şentürk (Maler unbekannt)

Hayâlî (خيالى), „der Fantasievolle“, später Hayâlî Bey (* um 1500 in Yenice-i Vardar, Makedonien; †  1557 in Adrianopel, Thrakien), war der Dichtername eines osmanischen Poeten. Sein genaues Geburtsjahr ist nicht bekannt, er kam in der Regierungszeit des Sultans Bayezid II. (1481–1512) zur Welt. Hayâlîs richtiger Name wird mit Mehmed (محمد) angegeben. Er verfasste seine Gedichte in der Tradition des Dīwān.

## Leben und Werk
Wie der Biograph Aşık Çelebi schreibt, interessierte Mehmed sich schon in seiner frühen Jugend für die Werke Bustan („Der Garten des Geschmacks“) und Gülistân („Der Rosengarten“) des persischen Poeten Saadi. In dieser Zeit kam auch der wandernde Sufi-Derwisch Baba ‘Alî Mest-i ‘Ajem („Vater ‘Alî, der Trunkenbold aus Persien“) nach Yenice-i Vardar. Mehmed war von ihm derart fasziniert, dass er sein Vaterhaus verließ und sich der Gruppe um den Derwisch anschloss. Auf der weiteren Wanderung unterrichtete ihn Baba ‘Alî sowohl im Sufismus als auch in der Kunst der Poesie.
Einer der obersten Stadtrichter Istanbuls, Sarı Gürz Nûreddîn Efendi, lernte Mehmed kennen und stellte fest, dass der Umgang mit der Derwischgruppe um Baba ‘Alî für den Jungen ungeeignet sei. Er verschaffte ihm einen Pflegeplatz bei einem örtlichen hohen Polizeibeamten, wo er seine Ausbildung fortsetzen konnte und unter dem Dichternamen Hayâlî zu schreiben begann. So wurden der damalige Großwesir Makbul Ibrahim Pascha (1493–1536) und in Folge Sultan Süleyman I. (1494?–1566) auf den jungen Dichter aufmerksam. Bald war er Schützling und Lieblingspoet des Sultans und begleitete diesen beim Sieg über die Johanniter auf Rhodos (1522) und bei der Eroberung Bagdads von den Safawiden (1534). Bei diesem Feldzug soll er mit dem aserbaidschanischen Dichter Fuzûlî zusammengetroffen sein. Er erhielt einige ehrenvolle Titel, wie Melik-üş-şuarâ („Prinz der Poeten“), Diyâr-ı Rûm'un Sultân-ı Şuarâsı („Sultan der Poeten in den westlichen Landen“) und Hayâlî-i meşhûr („Hayâlî der Berühmte“). Da dies und seine Stellung bei Hofe den Neid anderer Dichter hervorrief, wurde er häufig Gegenstand von Schmähschriften.
1536 wurde der Großwesir Makbul Ibrahim Pascha abgesetzt und hingerichtet, dadurch verlor Hayâlî seinen wichtigsten Gönner. Da Ibrahim Paschas Nachfolger Rüstem Pascha (1500–1561) ein scharfer Gegner der höfischen Dekadenz war, bat Hayâlî um einen Posten als Sandschak-Bey (Statthalter) einer Provinz in der Nähe von Adrianopel in Thrakien und führte seitdem den Titel Hayâlî Bey. Er starb in seinem Sandschak im Jahre 1557.

## Edition
- Cemâl Kurnaz (Hrsg.): Hayâlî Bey dîvânı'nın tahlili. Ankara Kurgan Edebiyat, 2012, ISBN 9789-7526-7609-1.